# Lista de vereadores de Santa Maria Madalena
Esta é a lista de vereadores de Santa Maria Madalena, município brasileiro do estado do Rio de Janeiro.
A Câmara Municipal de Santa Maria Madalena é formada por nove representantes. O salão principal chama-se Plenário Tude Portugal.

## Legislatura de 2021–2024
Estes são os vereadores eleitos nas eleições de 15 de novembro de 2020, pelo período de 1° de janeiro de 2021 a 31 de dezembro de 2024:
| Mesa Diretora (2021-2022)          |                       |                        |                           |
| Nome                               | Início do mandato     | Fim do mandato         | Cargo                     |
| José Antônio da Silva Brandão (PP) | 1º de janeiro de 2021 | 31 de dezembro de 2022 | Presidente da Câmara      |
| Edimar Farah Ramos (MDB)           | 1º de janeiro de 2021 | 31 de dezembro de 2022 | Vice-presidente da Câmara |
| Nestor Luiz Cardozo Lopes (DEM)    | 1º de janeiro de 2021 | 31 de dezembro de 2022 | 1º Secretário             |
| Tony Moraes Feijó (Cid.)           | 1º de janeiro de 2021 | 31 de dezembro de 2022 | 2º Secretário             |

|   | Nome                                                                                        | Partido                                | Votos | %    | Observações |
| - | ------------------------------------------------------------------------------------------- | -------------------------------------- | ----- | ---- | --- |
| 1 | Paulo Henrique de Faria Sarmento, Riquinho Vaca Véia (Santa Maria Madalena, 27.05.1974–)    | CIDADANIA                              | 528   | 7,47 | 1º mandato Renunciou ao cargo para concorrer como vice-prefeito em eleição suplementar de 12.09.21                                |
| 2 | Geroncimar da Silva Costa, Teté (Rio de Janeiro, 17.01.1972–)                               | Solidariedade (SD)                     | 399   | 5,65 | 2º mandato |
| 3 | Matheus Ouverney Freixo (Santa Maria Madalena, 12.12.1994–)                                 | Partido Liberal (PL)                   | 393   | 5,56 | 2º mandato |
| 4 | Nilson José Perdomo Costa (Santa Maria Madalena, 10.03.1969–)                               | Democratas (DEM)                       | 295   | 4,17 | 2º mandato Licenciado como Prefeito interino e renunciou ao cargo por ter sido eleito Prefeito em eleição suplementar de 12.09.21 |
| 5 | Jayme Rizeto da Silva (Santa Maria Madalena, 08.07.1973–)                                   | REPUBLICANOS                           | 276   | 3,90 | 1º mandato |
| 6 | Edimar Farah Ramos, Mazinho (Santa Maria Madalena, 13.01.1971–)                             | Movimento Democrático Brasileiro (MDB) | 258   | 3,65 | 2º mandato |
| – | Nestor Luiz Cardozo Lopes (Santa Maria Madalena, 14.10.1964–)                               | Democratas (DEM)                       | 250   | 3,54 | 1º mandato Assumiu em 01.01.2021 no lugar de Nilson José                                                                          |
| 7 | Nilcinei Figueredo da Silva, Burunga (Santa Maria Madalena, 07.09.1972–)                    | Partido Liberal (PL)                   | 244   | 3,45 | 2º mandato |
| 8 | Vagner Bazil da Silva, Vaguinho (Santa Maria Madalena, 01.07.1983–)                         | CIDADANIA                              | 166   | 2,35 | 1º mandato |
| 9 | José Antônio da Silva Brandão, Galo Brandão (2021-2022) (Santa Maria Madalena, 27.03.1965–) | Progressistas (PP)                     | 150   | 2,12 | 1º mandato |
| – | Tony Moraes Feijó (Santa Maria Madalena, 21.10.1982–)                                       | CIDADANIA                              | 133   | 1,88 | 2º mandato Assumiu em 04.2021 no lugar de Riquinho Vaca Véia                                                                      |

## Legislatura de 2017–2020
Estes são os vereadores eleitos nas eleições de 2 de outubro de 2016, pelo período de 1° de janeiro de 2017 a 31 de dezembro de 2020:
|   | Nome                                                                       | Partido                                            | Votos | %    | Observações |
| - | -------------------------------------------------------------------------- | -------------------------------------------------- | ----- | ---- | ----------- |
| 1 | Nilson José Perdomo Costa (2017-2018) (Santa Maria Madalena, 10.03.1969–)  | Democratas (DEM)                                   | 513   | 7,21 | 1º mandato  |
| 2 | Plínio Costa Lopes (Santa Maria Madalena, 03.08.1995–)                     | Partido da Social Democracia Brasileira (PSDB)     | 490   | 6,88 | 1º mandato  |
| 3 | Geroncimar da Silva Costa, Teté (Rio de Janeiro, 17.01.1972–)              | Solidariedade (SD)                                 | 488   | 6,85 | 1º mandato  |
| 4 | André Alves Ribeiro (Santa Maria Madalena, 17.08.1982–)                    | Partido do Movimento Democrático Brasileiro (PMDB) | 461   | 6,48 | 1º mandato  |
| 5 | Edimar Farah Ramos, Mazinho do Sossego (Santa Maria Madalena, 13.01.1971–) | Partido Republicano da Ordem Social (PROS)         | 325   | 4,57 | 1º mandato  |
| 6 | Matheus Ouverney Freixo (Santa Maria Madalena, 12.12.1994–)                | Partido Social Democrata Cristão (PSDC)            | 319   | 4,48 | 1º mandato  |
| 7 | Luiz Sérgio Freixo e Souza (Nova Iguaçu, 19.04.1948–)                      | Solidariedade (SD)                                 | 316   | 4,44 | 1º mandato  |
| 8 | Nilcinei Figueredo da Silva, Burunga (Santa Maria Madalena, 07.09.1972–)   | Partido Progressista (PP)                          | 302   | 4,24 | 1º mandato  |
| 9 | Tony Moraes Feijó (2019-2020) (Santa Maria Madalena, 21.10.1982–)          | Partido Progressista (PP)                          | 282   | 3,96 | 1º mandato  |

## Legenda
| Cor  | Significado          |
| Bege | Presidente da Câmara |
| Azul | Suplente             |